# Ceuthomantis
Ceuthomantis is een geslacht van kikkers uit de familie Ceuthomantidae. De groep werd voor het eerst wetenschappelijk beschreven door Matthew P. Heinicke, William Edward Duellman, Linda Trueb, Bruce Means, Ross Douglas MacCulloch en Stephen Blair Hedges in 2009.
De soorten komen voor in delen van Zuid-Amerika, in de landen Venezuela en Brazilië. De kikkers zijn aangetroffen op een hoogte van 493 tot 1540 meter boven zeeniveau.
De kikkers zijn onder andere te onderscheiden van andere groepen door de T- vormige vingers en tenen.

## Soorten
Geslacht Ceuthomantis
- Soort Ceuthomantis aracamuni (Barrio-Amorós and Molina, 2006)
- Soort Ceuthomantis cavernibardus (Myers and Donnelly, 1997)
- Soort Ceuthomantis duellmani Barrio-Amorós, 2010
- Soort Ceuthomantis smaragdinus Heinicke, Duellman, Trueb, Means, MacCulloch, and Hedges, 2009

Ceuthomantis ·
Dischidodactylus ·
Pristimantis ·
Tachiramantis ·
Yunganastes